# Порсе
Порсе (Медельи́н, исп. Río Medellín) — река в Колумбии.
Истоки Медельина находятся на высоте около 3100 м над уровнем моря в департаменте Антьокия, река протекает через одноимённый город (уже на высоте чуть более 1500 м), впадая в реку Нечи.
Сброс предприятий Медельина в реку сделали её одной из самых грязных в стране. Однако с середины 1990-х предпринимаются меры по очистке.